# HD 88206
HD 88206  (nota anche come Q Velorum) è una stella bianco-azzurra nella sequenza principale di magnitudine 4,85 situata nella costellazione delle Vele. Dista 1084 anni luce dal sistema solare.

## Osservazione
Si tratta di una stella situata nell'emisfero celeste australe. La sua posizione è fortemente australe e ciò comporta che la stella sia osservabile prevalentemente dall'emisfero sud, dove si presenta circumpolare anche da gran parte delle regioni temperate; dall'emisfero nord la sua visibilità è invece limitata alle regioni temperate inferiori e alla fascia tropicale. La sua magnitudine pari a 4,8, fa sì che possa essere scorta solo con un cielo sufficientemente libero dagli effetti dell'inquinamento luminoso.
Il periodo migliore per la sua osservazione nel cielo serale ricade nei mesi compresi fra febbraio e giugno; nell'emisfero sud è visibile anche per buona parte dell'inverno, grazie alla declinazione australe della stella, mentre nell'emisfero nord può essere osservata limitatamente durante i mesi primaverili boreali.

## Caratteristiche fisiche
La stella è una subgigante blu, ha una massa 9 volte quella del Sole ed un raggio 4,5 superiore e possiede una magnitudine assoluta di -2,76.
La sua velocità radiale positiva indica che la stella si sta allontanando dal sistema solare.